# Carl Orff
Carl Orff (10. juli 1895 – 29. marts 1982) var en tysk komponist og musikpædagog uddannet i München, hvor han tilbragte 2. Verdenskrig og fra 1950 til 1960 var professor ved konservatoriet. Det berømteste af hans værker er Carmina Burana fra 1936, et korværk efter 21 middelalderlige latinske og højtyske vers, der blev fundet i klosteret Benediktbeuern.
Carl Orff skabte i Schulwerk 1-5 (1931-54) en musikpædagogisk metode, der bygger på udvikling af børns rytmesans. Her var en liste over instrumenter, der var velegnede til det formål. De har siden fået navnet Orff-instrumenter.
Han komponerede operaerne Den kloge pige, Månen og Antigonae. Kantaterne Carmina Burana (1936), Catulli carmina og Trionfo di Afrodite. Oratorierne Comoedia de Christi Resurrectione og Ludus de nato Infante.
Carl Orffs sidste værk, operaen De Temporum Fine Comoedia, blev uropført ved musikfestivalen i Salzburg den 20. august 1973 af Kølns Radiosymfoniorkester og -kor  dirigeret af Herbert von Karajan
Michael H Kater har forsket i Orffs tilknytning til Nazismen.